# Gryllotalpa gryllotalpa
Gryllotalpa gryllotalpa, tên thường gọi là dế trũi châu Âu, là một loài dế trũi phân bố rộng rãi ở châu Âu và được du nhập vào đông Hoa Kỳ. Tên gọi lấy từ tiếng Latinh 'gryllus' có nghĩa là dế và 'talpa' có nghĩa là chuột chũi, nó sinh sống dưới lòng đất và có lông rậm mịn, và bởi vì các chân trước giống chuột chũi thích nghi với việc đào bới, một ví dụ điển hình về sự tiến hóa hội tụ.

## Mô tả

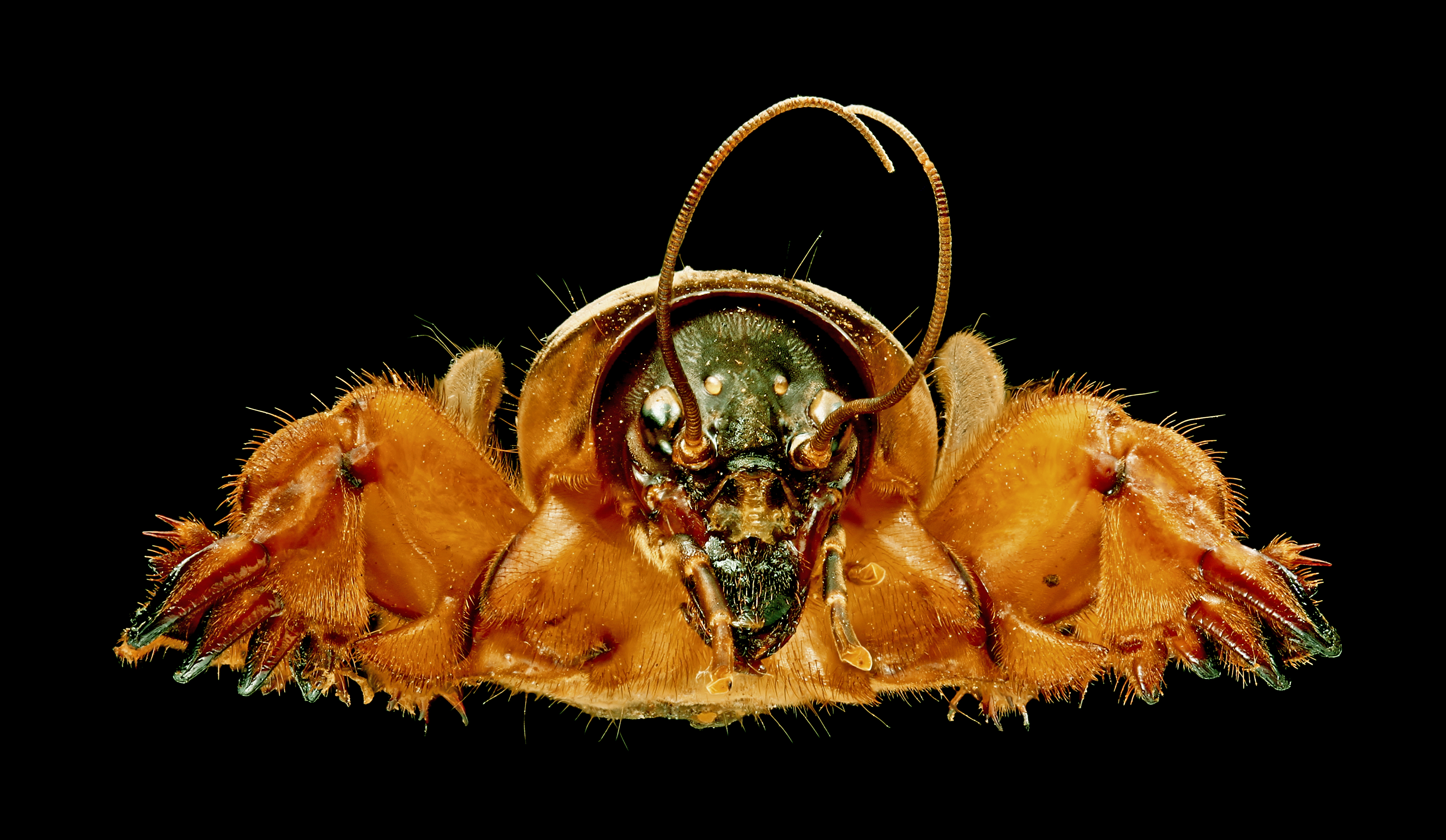
Gryllotalpa gryllotalpa

Thân dế trũi châu Âu dài khoảng 40 mm đối với con đực và 45 mm đối với con cái. Nó có màu nâu đậm..